# Alive Alive-O
Alive Alive-O er et dobbelt livealbum af det irske folkemusikgruppe The Dubliners udgivet i 1997. Det blev optaget live over flere aftener i december 1996 i Tyskland i slutningen af deres Europaturne og indeholder flere sange fra tidligere udgivelser. De medvirkende er Barney McKenna, John Sheahan, Seán Cannon, Eamonn Campbell og Paddy Reilly.
Paddy reilly var blevet en del af gruppen i 1995 efter at Ronnie Drew havde forladt bandet, og han synger flere balleder på denne udgivelse, bl.a. sin berømte sang "The Fields of Athenry".
Flere af sangen bliver introduceret af Seán Cannon på både tysk og engelsk.
John Sheahans datter Ceoladh optræder på albummet sammen med sin far. De spiller violin sammen på Sheahans egen komposition "Among Friends".
Albummet blev udgivet på bandets eget nystartede selskab Baycourt, ligesom Further Along fra året før. Det blev genudgivet i 2000 under samme navn.

## Spor[2]

### CD Et
1. "Fairmoye Lassies and Sporting Paddy"
2. "The Banks of the Roses"
3. "The Black Velvet Band"
4. "The Foggy Dew"
5. "The Town I Loved So Well"
6. "The Showman's Fancy/The Wonder Hornpipe/The Swallow's Tail"
7. "The Sick Note"
8. "The Manchester Rambler"
9. "Job of Journeywork/The Cork Hornpipe"
10. "The Maid Behind the Bar/The Boyne Hunt/The Shaskeen Reel/The Mason's Apron"

### CD To
1. "Kelly the Boy from Killane"
2. "The Fields of Athenry"
3. "Step It Out Mary"
4. "Chief O'Neill's Hornpipe/Ryan's Hornpipe/The Mullingar Races"
5. "South Australia"
6. "Dirty Old Town"
7. "Among Friends"
8. "Drag That Fiddle"
9. "Whiskey in the Jar"
10. "The Wild Rover"
11. "Molly Malone"